# جايسون سينغ
جايسون سينغ (بالإنجليزية: Jason Singh)‏ هو مغني أسترالي، ولد في 12 مارس 1973.

## روابط خارجية
- جايسون سينغ على موقع IMDb (الإنجليزية)
- جايسون سينغ على موقع ميوزك برينز (الإنجليزية)
- جايسون سينغ على موقع ديسكوغز (الإنجليزية)